# فرودگاه شهرستان دلویر
فرودگاه دلویر کانتی (به انگلیسی: Delaware County Airport) (به زبان بومی: Johnson Field) یک فرودگاه همگانی بهره‌برداری هوایی با کد یاتا MIE است که یک باند فرود آسفالت دارد و طول باند آن ۱۹۸۱ متر است. این فرودگاه در کشور ایالات متحده آمریکا قرار دارد و در ارتفاع ۲۸۶ متری از سطح دریا واقع شده‌است.